# Pick
Pick je priimek v Sloveniji in tujini. Po podatkih Statističnega urada Republike Slovenije je na dan 1. januarja 2010 v Slovenjiji uporabljalo ta priimek manj kot 5 oseb.  

## Znani slovenski nosilci priimka
- Filip Pick (1806—1879), slikar in učitelj risanja
- Rafael Pick (1835—1871), slikar

## Znani tuji nosilci priimka
- Arnold Pick (1851—1924), češki nevrolog in psihiarer
- Georg Alexander Pick (1859—1942), avstrijski matematik
- Karel Pick (1878—1944), češki hidrotehnik